# Belisana yadongensis
Belisana yadongensis är en spindelart som först beskrevs av Hu 1985.  Belisana yadongensis ingår i släktet Belisana och familjen dallerspindlar.
Artens utbredningsområde är Tibet. Inga underarter finns listade.